# Уэзерфорд, Джек
Джек Макивер Уэзерфорд (англ. Jack Mclver Weatherford, род 1946) — бывший профессор антропологии в колледже Макалестер в Миннесоте. Он наиболее известен своей книгой 2004 года «Чингисхан и рождение современного мира». В 2006 году он был награждён орденом Полярной звезды — высшей национальной наградой Монголии для иностранцев.
Его книги в конце XX века о влиянии индейских культур были переведены на многочисленные языки. В дополнение к публикации глав и обзоров в академических книгах и журналах, Уэзерфорд опубликовал многочисленные статьи в национальных газетах, чтобы популяризировать свое историческое и антропологическое освещение индейских культур, а также американской политической культуры в Конгрессе в XX веке. Он стал частым комментатором на телевидении и радио.

## Ранние годы
Уэзерфорд родился в Колумбии, Южная Каролина, в семье Анны Рут Грумс и Альфреда Грега Уэзерфорда, как старший из семи детей. Их отец был сержантом армии Соединенных Штатов, что заставляло семью часто переезжать. Сейчас Уэзерфорд живёт в Монголии и Чарльстоне, Южная Каролина. Один из далеких предков профессора Уэзерфорда — Уильям Уэзерфорд, вождь криков смешанного происхождения, живший в XIX веке.

## Академическая карьера
Он окончил Университет Южной Каролины в 1967 году, получив степень бакалавра политических наук. В 1972 году он получил степень магистра социологии в Университете Южной Каролины и степень магистра антропологии в 1973 году. В 1977 году он получил степень доктора философии по антропологии в Калифорнийском университете в Сан-Диего. Он получил докторскую степень в области политических исследований в Университете Дьюка, Институт политических наук.
Он стал профессором антропологии в колледже Макалестер в Миннесоте. Он много писал о культуре коренных народов в Северной Америке и в других странах. Его книги включают индийских дарителей: как индейцы Америки преобразовали мир (1988), который был переведен на многочисленные языки; родные корни: как индейцы обогатили Америку (1991), и дикари и цивилизация: кто выживет? (1994) о современном столкновении мировых культур. Ранние книги Уэзерфорда о коренных американцах выиграли книжную премию Миннесоты в 1989 и в 1992. Он также получил премию «антропология в средствах массовой информации» 1992 года от американской антропологической ассоциации и премию средств массовой информации 1994 года Национальной конференции христиан и евреев.
Он стал более широко известен своей книгой «История денег» (1997), которая была выбрана в качестве выбора Консервативной книги клуба месяца. Кроме того, статьи Уэзерфорда об антропологии американской политики 20-го века и анализе её кланов привели к тому, что его пригласили в качестве комментатора на радио и телевизионные программы, включая The Today Show, ABC Evening News with Peter Jennings, Geraldo’s Now It Can be Tell, Larry King, All Things Considered, Nightwatch, журнал Тони Брауна и The Voice of America. Он участвовал в международных программах от Боливии до Монголии.
С конца двадцатого века Уэзерфорд изучал и публиковал материалы по культуре и истории Монголии. Его работа была признана правительством этой страны: в 2006 году он был награждён орденом Полярной звезды, самым высоким орденом в Монголии.
В 2022 году удостоен высшей награды Монголии — орденом Чингисхана.

## Интересы
Уэзерфорд работал с современными группами учёных в таких местах, как Боливия и Амазонка. Он также работал с историческим анализом, таким как «влияние американских индейцев на мировую историю». В последние годы он сосредоточился на монголах, рассматривая их влияние с тех пор, как Чингисхан объединил монгольские племена в 1206 году.

## Публикации
Книги:
- 2016 «Чингисхан и поиски Бога: как величайший завоеватель мира дал нам религиозную свободу»: издательство Viking, 2016.
- 2010 «Тайная история монгольских цариц: как дочери Чингисхана спасли его империю»: издательство Crown[англ.], 2010.
- 2004 Genghis Khan and the Making of the Modern World New York: Crown Publishers
  - Чингисхан и рождение современного мира / [Пер. с англ. Е. Лихтенштейна]. — М. : АСТ ; Владимир : ВКТ, 2008. — 493, [2] с. : ил. ISBN 978-5-17-031548-2
- 1997 «История денег». Нью-Йорк: Издательство Crown. Она была переведена на немецкий, испанский, шведский, китайский и португальский языки.
- 1994 «дикари и цивилизация: кто выживет?» Нью-Йорк: Издательство Crown.
- 1991 «Родные корни: как индейцы обогатили Америку.» Нью-Йорк: Издательство Crown.
- 1988 «Индейские дарители: как индейцы Америки преобразовали мир» Нью-Йорк. Это было переведено на итальянский, французский, немецкий, японский и испанский языки.
- 1981 «племена на холме». Нью-Йорк: Издательство Роусон-Уэйд (Скрибнер).

Статьи и произведения:
- 2010, «рестлер Принцесса», «музей лэфем ежеквартальных» и
- 2006, « восстановление порядка: завоевание Ирака в 13-м и 21-м веках. Может ли Чингисхан научить США?»,  (недоступная ссылка) «The Asia-Pacific Journal»: Japan Focus, 7 января 2006 года. «Лос-Анджелес Таймс», 29 Декабря 2006 Года.
- 2005 «женщины, которые правили Монгольской империей», глобалистский документ-глобальная история, 20 июня 2005.
- 2000 «научное стремление понять Чингисхана», «Хроника высшего образования», 14 апреля с. Также сериализован в «монгольском Вестнике», апрель — 26 мая 3, 2000.
- 2000 «кровь в степях: этническая принадлежность, власть и конфликт в Центральной Азии», «конформизм и конфликт», James P. Spradley & David W. McCurdy (ed.), Бостон: Маленький, Коричневый.
- 1998 «Наши Деньги, Наше Я», Антропологический Бюллетень, " Апрель.
- 1997 «деньги и перемены в мировой перспективе», общая антропология, " III-2, Весна.
- 1996 «влияние цивилизаций американских индейцев на Европу и мир» Frederick E. Hoxie (ed.). Бостон: Хоутон Миффлин Компании.
- 1994 «культурный хаос и кризис цивилизации», «антропологический бюллетень».
- 1994 «родство и власть на Капитолийском холме», «соответствие и конфликт», James P. Spradley & David W. McCurdy (Редакторы), Boston: Little, Brown & Co.
- 1994 «производство торговой книги», «медиа-антропология»: информирование глобальных граждан, Сьюзен л. Аллен (редактор). Уэстпорт, Коннектикут: Бергин & Гарви.
- 1993 «племенная политика в Вашингтоне», «обзор политической и правовой антропологии». Том 16, № 1.

и другие…